# هکلر و کخ اچ‌کی سی‌ای‌دبلیواس
هکلر و کخ اچ‌کی سی‌ای‌دبلیواس (به انگلیسی: Heckler & Koch HK CAWS) یک تفنگ ساچمه‌زنی خودکار بولپاپ است که توسط شرکت آلمانی هکلر و کخ طراحی شده و باهمکاری شرکتهای آمریکایی وینچستر و اُولین ساخته شده‌است. این اولین برنامه ورود شرکت هکلر و کخ به بازار شات‌گان برد کوتاه در آمریکا بود.
این اسلحه دارای خشاب ۱۰ تایی گیج ۱۲ است و هم بصورت خودکار و هم نیمه خودکار قابلیت استفاده دارد.